# Stathmonotus sinuscalifornici
Stathmonotus sinuscalifornici är en fiskart som först beskrevs av Paul Chabanaud 1942.  Stathmonotus sinuscalifornici ingår i släktet Stathmonotus och familjen Chaenopsidae. IUCN kategoriserar arten globalt som livskraftig. Inga underarter finns listade i Catalogue of Life.